# Jordanoleiopus abyssinicus
Jordanoleiopus abyssinicus es una especie de escarabajo longicornio del género Jordanoleiopus, tribu Acanthocinini, familia Cerambycidae. Fue descrita científicamente por Breuning en 1961.

## Distribución
Se distribuye por Etiopía.

## Descripción
La especie mide 3,5 milímetros de longitud. El período de vuelo ocurre en el mes de octubre.